# Slonim
Slonim (hviderussisk: Слонім, tr. Slonim; russisk: Слоним; polsk: Słonim; jiddisch: סלאנים) er en by i Hrodna voblast, Hviderusland, hovedstad i Slonim rajon. Byen har 49.894(2014) og ligger 143 km sydøst for Hrodna.